# Heteropogon
Heteropogon Pers., 1807 è un genere di piante annuali e perenni della famiglia delle Poacee (sottofamiglia Panicoideae).

## Etimologia
Il nome del genere deriva dai termini del greco antico έτερος (éteros), che significa "diverso", e da πώγων (pogon), che significa "barba".

## Descrizione
L'infiorescenza ha spighette appaiate, le più basse sono di egual misura (unità omogame), mentre quelle superiori comprendono una spighetta restata bisessuale ed una senza resta e sterile (unità eterogama).

## Distribuzione e habitat
Il genere ha una distribuzione cosmopolita essendo presente in tutti i continenti escluso l'Antartide.
Diffuso in prevalenza nelle regioni tropicali, ma con qualche specie che vive anche in quelle dal clima temperato-caldo.

## Tassonomia
Il genere comprende le seguenti specie:
- Heteropogon contortus (L.) P.Beauv. ex Roem. & Schult.
- Heteropogon melanocarpus (Elliott) Benth.
- Heteropogon ritchiei (Hook.f.) Blatt. & McCann
- Heteropogon triticeus (R.Br.) Stapf ex Craib

### Binomi obsoleti
- Heteropogon fischerianus Bor = Heteropogon contortus (L.) P.Beauv. ex Roem. & Schult.
- Heteropogon pubescens Andersson = Hyparrhenia hirta (L.) Stapf
- Heteropogon secundus J.Presl = Trachypogon spicatus (L.f.) Kuntze

## Galleria d'immagini

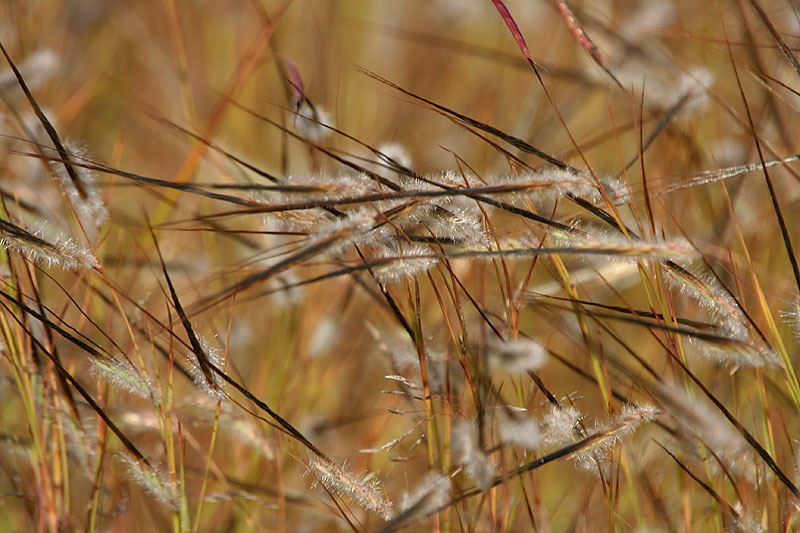
Heteropogon sp.
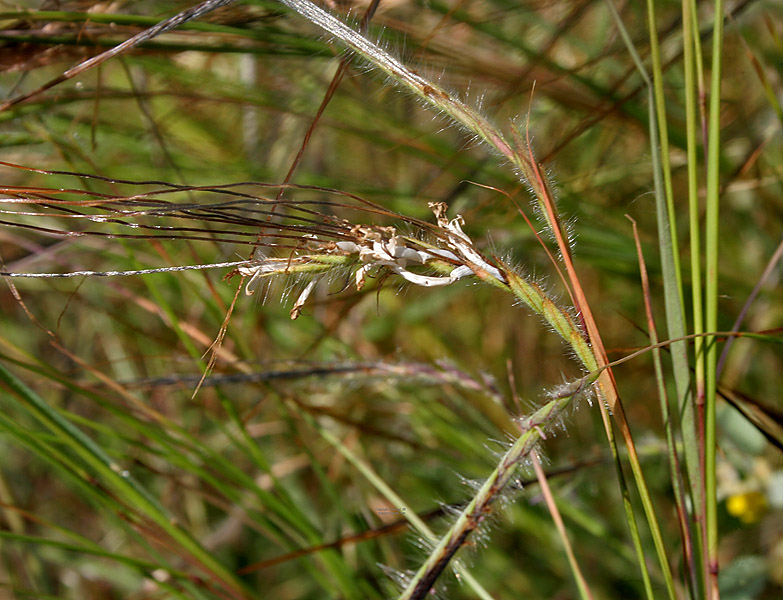
Heteropogon contortus
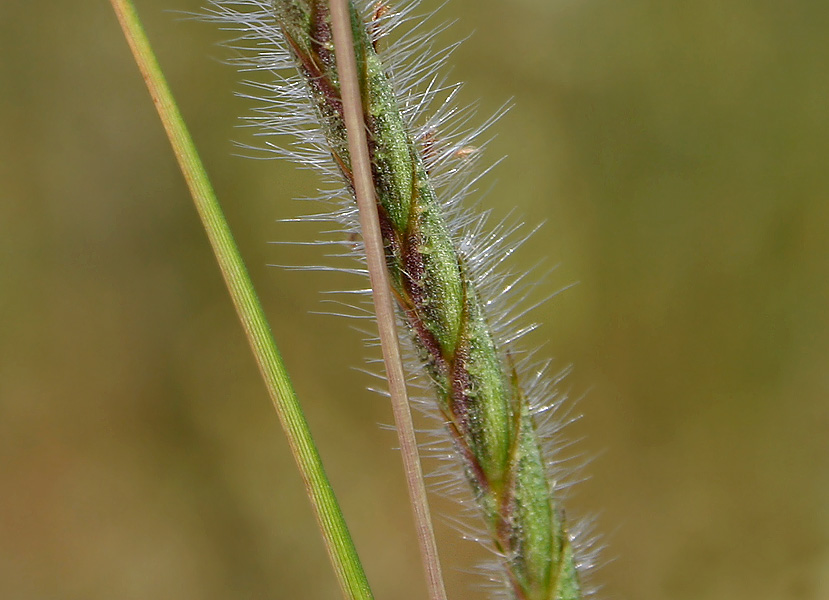
Heteropogon contortus
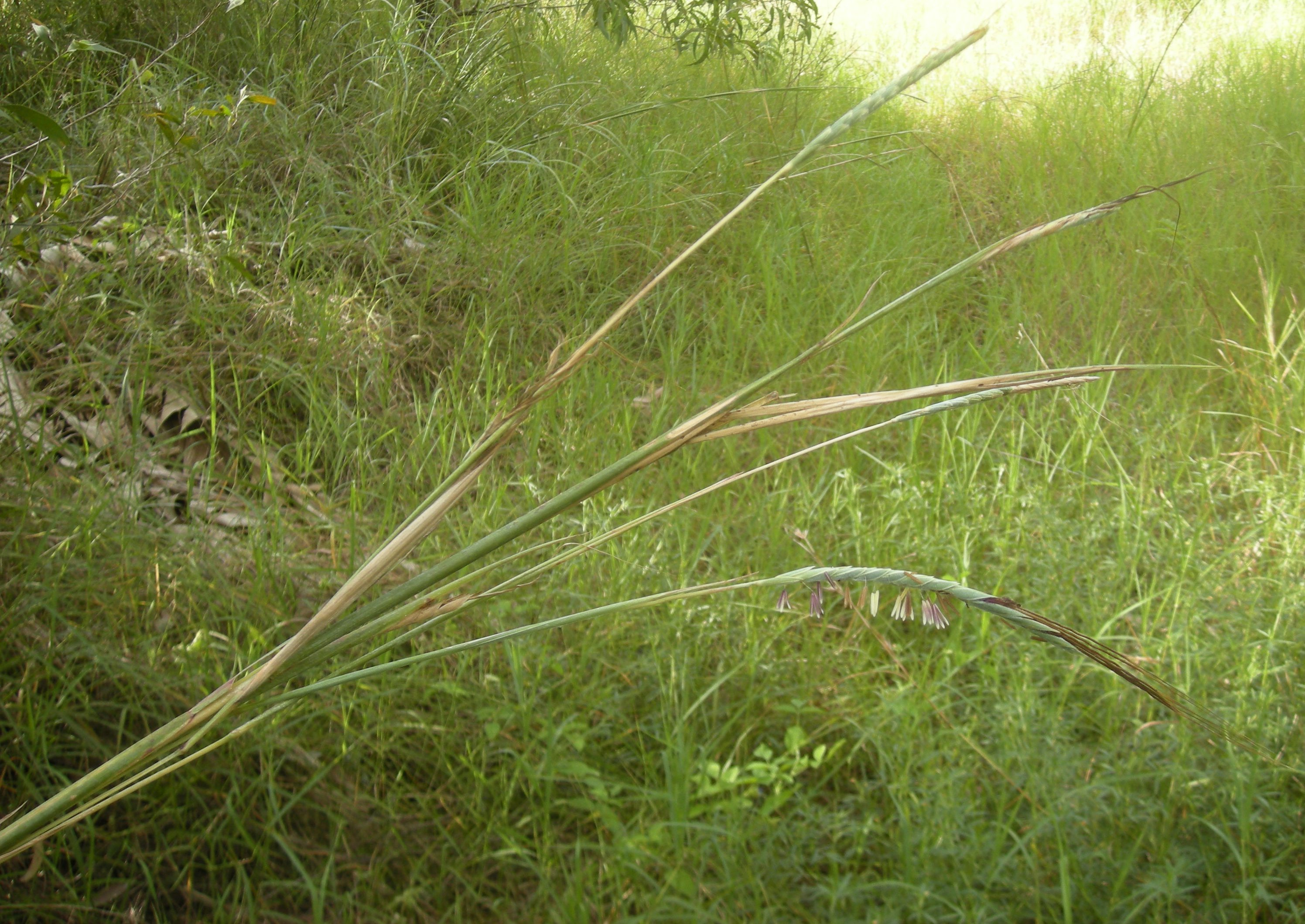
Heteropogon triticeus